# 伊藤智ゆき
伊藤 智ゆき（いとう ちゆき、1975年1月 - ）は、日本の言語学者。専門は、中期朝鮮語および中国語の音韻論。学位は、博士（文学）。東京大学人文社会系研究科韓国朝鮮文化研究専攻韓国朝鮮言語社会講座准教授。第36回金田一京助博士記念賞受賞。

## 略歴
- 1997年3月 - 東京大学文学部言語学専修卒業
- 1999年3月 - 東京大学大学院人文社会系研究科基礎文化研究専攻言語学専門分野修士課程修了
- 2002年12月 - 東京大学大学院人文社会系研究科基礎文化研究専攻言語学専門分野博士課程修了
- 2002年12月 - 東京外国語大学アジア・アフリカ言語文化研究所 助手
- 2010年4月 - 同 准教授

## 研究業績
- 「朝鮮漢字音研究」　東京大学大学院人文社会系研究科博士論文，2002年
- 「『六祖法宝壇経諺解』の句音調」　朝鮮語研究会（編）『朝鮮語研究1』：109-128.くろしお出版，2002年
- 「中期朝鮮語漢字語アクセント資料」　福井玲（編）『韓国語アクセント論叢』：99-247.　東京大学大学院人文社会系研究科附属文化交流研究施設東洋諸民族言語文化部門，2000年